# Jaime García (équitation)
Jaime García Cruz (né le 3 octobre 1910 à Madrid, mort le 16 mai 1959 à Valladolid) est un cavalier espagnol de saut d'obstacles.

## Carrière

### Militaire
Jaime García Cruz est le fils de Josefa Cruz Arbizu et Agustín García Goyoaga, qui possèdent, en compagnie de son frère Pedro García Goyoaga (le père de Francisco García Caamaño) un manège dans la rue Villalar, devant l'ambassade de France. Jaime García Cruz commence à monter à cheval très jeune. À dix-huit ans, il entre à l'Académie générale militaire comme cadet, d'où il sort quatre ans plus tard comme lieutenant de cavalerie, deuxième de sa promotion.
En 1942, il termine sa formation à l'École d'équitation de l'Armée, premier de sa promotion. Il est affecté comme professeur à l'École même où il reste aux postes de capitaine et de commandant.

### Sportive
Après la guerre civile espagnole, il commence à participer à des compétitions équestres, se distinguant avec son cheval Tan Tan. Jaime García Cruz rejoint l'équipe internationale espagnole, lors des premières importations de chevaux irlandais. Lors du premier achat de ceux-ci, il reçoit Bengalí, une jument de grande taille et puissance, avec laquelle en 1947 il bat le record espagnol de hauteur à Bilbao, en sautant 2,22 mètres. Cependant il préfère un autre cheval du même groupe, Bizarro.
Aux Jeux olympiques d'été de 1948 à Londres, Jaime García et le cheval Bizarro sont cinquièmes de l'épreuve individuelle et font partie de l'équipe qui remporte la médaille d'argent.
Quórum est un cheval d'origine française, propriété privée de José Navarro Morenés. Lorsqu'il ne peut plus monter, il le confie à Jaime García Cruz au début de l'année 1952. Aux Jeux olympiques d'été de 1952 à Helsinki,  Jaime García et le cheval Quórum sont dixième de l'épreuve individuelle tandis que l'équipe d'Espagne est dix-septième.
Le 15 janvier 1953, pendant un cours en plein air à l'école d'équitation, Jaime García subit une chute de cheval qui lui cause une double fracture de la tête du fémur et a pour conséquence neuf mois d'alitement. Plus tard dans la même année, Quórum se blesse et prend sa retraite à trente ans.
Il finit cinquième de l'épreuve individuelle au championnat du monde 1954 à Madrid.
En 1956, il arrête les compétitions à l'étranger.
En 1959, il meurt pendant une compétition, lors d'une chute, la cage thoracique est écrasée par sa jument Nákar.